# Cinclodes pabsti
La remolinera colilarga (Cinclodes pabsti) es una especie de ave paseriforme de la familia Furnariidae perteneciente al género Cinclodes. Algunos autores sostienen que la presente se divide en dos especies. Es endémica de los pastizales de altura del sureste y sur del Brasil.

## Distribución y hábitat
Las dos subespecies se distribuyen de forma disjunta en el este de Minas Gerais, en el sureste de Brasil y en el sur, en los estados de Río Grande del Sur —en el noreste—, y Santa Catarina —en el sureste— .
Es una especie considerada poco común, endémica de los pastizales de altura abiertos, generalmente cerca de agua, entre los 750 y 1700 m de altitud.

## Descripción
Esta especie presenta una longitud total entre 21 y 22 cm y pesa entre 49 y 55g. Su plumaje dorsal es de tonos pardos, mostrando una lista superciliar blanquecina, las cobertoras de las alas y plumas de vuelo presentan borde y puntas de color canela amarillento, así como también las puntas de las plumas externas de la cola. La garganta es blanca y las partes inferiores son de color pardo amarillento.

## Sistemática

### Descripción original
La especie C. pabsti fue descrita por primera vez por el ornitólogo germano – brasileño Helmut Sick en 1969 bajo el mismo nombre científico; su localidad tipo es: «Tainhas y Taimbézinho, 16 km noreste de Tainhas a lo largo de la ruta a Cambaré, c. 1000 m, Rio Grande do Sul, Brasil.»

### Etimología
El nombre genérico masculino «Cinclodes» deriva del género Cinclus, que por su vez deriva del griego «κιγκλος kinklos»: ave desconocida a orilla del agua, y «οιδης oidēs»: que recuerda, que se parece; significando «que se parece a un Cinclus»; y el nombre de la especie «pabsti», conmemora al botánico brasileño Guido Frederico João Pabst (1914-1980).

### Taxonomía
Este taxón es basal en su género, no particularmante cercano a ningún otro congénere; las similitudes de plumaje y la biogeografía sugieren una relación más próxima con Cinclodes fuscus.

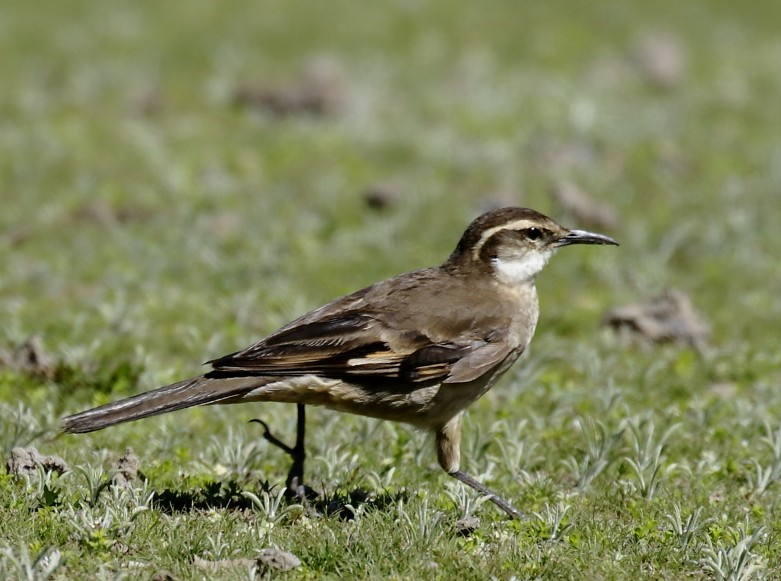
Remolinera del Cipó (Cinclodes pabsti espinhacensis).

El taxón C. espinhacencis fue descrito como nueva especie por Freitas et al (2012). Sin embargo, la Propuesta N° 548 al Comité de Clasificación de Sudamérica (SACC) proponiendo su reconocimiento como tal, fue rechazada, por lo que se la considera una subespecie de la presente. El Comité Brasileño de Registros Ornitológicos (CBRO) en la Lista de aves de Brasil (2014), la reconoce como especie plena: la remolinera del Cipó (Cinclodes espinhacensis). A pesar de descrita como especie plena, difiere muy poco 
genéticamente, morfológicamente (plumaje más oscuro) y vocalmente (dos diferencias menores).

### Subespecies
Según las clasificaciones del Congreso Ornitológico Internacional (IOC) y Clements Checklist v.2018, se reconocen dos subespecies, con su correspondiente distribución geográfica:
- Cinclodes pabsti espinhacensis Freitas, Chaves, Costa, Santos & Rodrigues, 2012 – Serra do Espinhaço meridional desde Serra do Abreu (Congonhas do Norte) hasta la Serra da Pedra Redonda (Jaboticatubas), en Minas Gerais, centro este de Brasil.
- Cinclodes pabsti pabsti Sick, 1969 – sur de Brasil (sureste de Santa Catarina, noreste de Rio Grande do Sul).